# Trường Đại học Công nghiệp Vinh
Trường Đại học Công nghiệp Vinh được thành lập ngày 12 tháng 6 năm 2013, theo Quyết định số 920 của Chính phủ QĐ-TTg, có trụ sở chính đặt tại Thành phố Vinh. Mục tiêu của Trường ĐH Công nghiệp Vinh là trở thành trung tâm giáo dục, nghiên cứu khoa học, ứng dụng và chuyển giao công nghệ, đào tạo nguồn nhân lực cao, phục vụ phát triển kinh tế - xã hội ở khu vực Bắc Trung Bộ và trong cả nước.

## Địa chỉ
Địa chỉ: Số 26 Nguyễn Thái Học - Thành phố Vinh - tỉnh Nghệ An.

## Tiềm lực
- Hiện nay, trường có đội ngũ giảng viên bài bản với gần 200 giảng viên. Trong đó có 48 giáo sư, phó giáo sư, tiến sĩ khoa học, 31 tiến sĩ, 62 thạc sĩ, 52 kỹ sư, cử nhân sẽ tham gia giảng dạy.
- Quần thể kiến trúc bao gồm giảng đường chính A1, khối nhà hiệu bộ A0, xưởng cơ khí, khu nhà ở của giảng viên, khu sinh hoạt ngoài trời, …

Tòa nhà A1: 2 khối nhà 7 tầng chính nối thông khép kín bằng 2 dãy 7 tầng phụ.
Có 46 phòng học lý thuyết đảm bảo bố trí giờ học đồng thời cho 3.000 sinh viên; 49 PTN, xưởng thực hành, có thư viện tổng diện tích 1500m2 bao gồm kho sách, các phòng đọc (500 chỗ ngồi), phòng đọc báo - giải trí (300 chỗ ngồi), phòng Internet.
Tòa nhà A0 (4 tầng): Diện tích sàn 4.800m2 sử dụng làm văn phòng Ban Giám hiệu, các phòng chức năng, văn phòng các Viện.
Nhà xưởng: Diện tích hơn 400m2 được xây dựng cho sinh viên thực hành các môn học ngành Cơ khí …
Khách sạn thực hành: 2 nhà công vụ diện tích 769 m2 để làm khu Khách sạn thực hành, nhà lưu trú phục vụ CB, GV TG.
Ký túc xá cho sinh viên: Diện tích 764 m2 (sẽ xây dựng khu ký túc xá mới).

## Đào tạo
- I- NHÓM NGÀNH CÔNG NGHỆ KỸ THUẬT (CNKT):

- CNKT Nhiệt
- CNKT Điều khiển và tự động hóa
- CNKT Điện, điện tử
- CNKT Hóa học
- CN Thực phẩm
- Công nghệ Thông tin
- II- NHÓM NGÀNH KINH TẾ

- Quản lý Công nghiệp
- Kế toán
- III- DU LỊCH, DỊCH VỤ

- Quản trị dịch vụ du lịch và lữ hành
- Quản trị khách sạn

## Ban giám hiệu
Hiệu Trưởng: TS. Nguyễn Thanh Tùng
Phó hiệu trưởng: TS. Trần Mạnh Hà

### Các Khoa/Viện/ Trung tâm đào tạo
1. Viện Nông nghiệp Công nghệ cao
2. Trung tâm Truyền thông và Phát triển thương hiệu
3. Khoa Kinh tế và Du lịch
4. Khoa Công nghệ
5. Khoa Khoa học Cơ bản
6. Khoa Công nghệ thông tin
7. Trung tâm Ngoại ngữ và Tin học
8. Trung tâm Giới thiệu việc làm và khởi nghiệp

### Các Phòng chức năng
1. Phòng Đào tạo
2. Phòng Tổ chức - Hành chính
3. Phòng Kế hoạch - Tài chính